# Asier Illarramendi
Asier Illarramendi Andonegi (Motrico, Guipúzcoa, 8 de marzo de 1990) es un futbolista español. Juega de centrocampista.

## Trayectoria

### Real Sociedad de Fútbol
Se formó en la cantera de la Real Sociedad desde edad infantil tras iniciarse en los alevines de CF Motrico. En enero de 2008 dio el salto a la Real Sociedad B, donde fue un fijo durante varias temporadas. El 19 de junio de 2010 debutó con el primer equipo de la mano del entrenador Martín Lasarte en Elche, en el partido que enfrentó al equipo local y a la Real Sociedad. Este encuentro, que terminó con victoria local por 4-1, cerraba la temporada del regreso de la Real Sociedad a la máxima competición nacional. Tuvo que esperar hasta inicios de 2011 para disponer de más minutos con el primer equipo de la Real Sociedad. Fue el 23 de enero de 2011 en el partido que enfrentó a la Real Sociedad con el Villarreal CF (2-1) de la 20.ª jornada de Liga en El Madrigal. Esta aparición supuso además su debut en Primera División. El 26 de febrero de 2011 hizo su debut como titular en la 25.ª jornada en el Estadio Cornellà-El Prat jugando todo el partido en la derrota de la Real Sociedad por 4-1 frente al RCD Español.
En la temporada 2011-12, Asier se convirtió en jugador de la primera plantilla de la Real Sociedad a las órdenes de Philippe Montanier. Empezó la temporada como titular, y con un gran juego, pero se lesionó de menisco en noviembre en un partido frente al RCD Español, y estuvo 3 meses fuera de la competición.
El 19 de octubre de 2012, Asier renovó con la Real Sociedad hasta junio de 2018. En esa temporada Illarra recuperó la titularidad y el buen juego siendo indiscutible en las alineaciones para el técnico francés Philippe Montanier. El equipo acabó clasificándose para la Liga de Campeones al acabar en cuarta posición. Tras su gran temporada y su brillante participación en el Europeo Sub-21, surge la noticia del firme interés del Real Madrid por ficharlo.

### Real Madrid C. F.
El día 12 de julio de 2013 se confirmó su fichaje por el Real Madrid tras acordar el club "blanco" un acuerdo de 32,1 millones de euros, más IVA, alcanzando la operación los 38,8 millones de euros, de los que esta última parte sería deducible. El futbolista dio una rueda de prensa en Zubieta para despedirse de la afición realista. El 13 de julio, alrededor de las 13:00 (hora española), Illarramendi fue presentado en el Palco de honor del Santiago Bernabéu donde vistió por primera vez los colores "blancos".
El 14 de septiembre de 2013 Illarra debutó oficialmente con el Real Madrid C. F. en la cuarta jornada de Liga como titular en el estadio de El Madrigal en el empate a dos goles ante el Villarreal Club de Fútbol. Tres días después debutó oficialmente en la Liga de Campeones en la abultada goleada por 1-6 al Galatasaray, entrando en sustitución de Luka Modrić en el minuto 70 de partido. El 18 de diciembre de 2013 marcaba su primer gol como profesional en el Santiago Bernabéu, frente al Olímpic de Xàtiva, en la vuelta de los dieciseisavos de final de la Copa del Rey. El 5 de abril de 2014 inauguró el marcador en la victoria a domicilio por 0 a 4 ante la Real Sociedad.
En su segunda temporada con el equipo merengue fue perdiendo cada vez más protagonismo, aunque al final de temporada, llegó a sumar un total de 39 partidos, contando todas las competiciones, y fue un jugador importante en las rotaciones.

### Regreso a la Real Sociedad de Fútbol
El 26 de agosto de 2015, Illarra fue traspasado de vuelta a la Real Sociedad por una cantidad cercana a los 18 millones de euros, siendo el fichaje más caro del equipo vasco. Su re-debut se produjo el 29 de agosto en el empate a 0 ante el Real Sporting de Gijón en Anoeta, siendo aplaudido por su público. El 25 de octubre, marcó su primer gol como realista en la victoria por 0-4 ante el Levante U. D. tras una asistencia de Chory Castro. Al final de la temporada fue galardonado como mejor jugador del equipo del año por los propios aficionados gracias a sus 35 partidos, 1 gol y 2 asistencias y a ser el motor del equipo en el centro del campo.
En su segunda temporada en el cuadro vasco, consiguió la clasificación para la Liga Europa como sexta clasificada, después de una gran temporada a nivel colectivo. En el plano individual, Illarra volvió a ser uno de lo más destacados del cuadro vasco. Jugó 39 partidos en total, anotando 1 gol y dando 3 asistencias; y su rendimiento volvió a ser bueno, llegando a recuperar 364 balones, el que más de toda la Liga Española y tan solo por detrás del futbolista del Chelsea F. C. N'Golo Kanté respecto de las cinco grandes ligas europeas.
El 10 de septiembre de 2017, Illarra anotó el primer doblete de su carrera en una victoria por 2-4 como visitantes ante el Deportivo de La Coruña. Precisamente, en el partido de vuelta ante este mismo equipo, volvió a anotar un nuevo doblete en otra goleada por 5-0. Su temporada fue más que positiva ya que logró siete goles en 44 encuentros, además de ser uno de los mejores centrocampistas del campeonato.
El 8 de febrero de 2019 sufrió una lesión en su aductor izquierdo que le haría perderse los siguientes tres meses de la competición. El 30 de agosto, en el derbi vasco frente al Athletic Club, sufrió una grave fractura de peroné que le apartaría por varios meses de los terrenos de juego.
Debido a los continuos percances físicos sufridos desde su primera lesión en Mestalla, apenas pudo jugar tanto en la temporada 2019-20 como en la temporada 2020-21. El 3 de abril de 2021, en el Estadio de la Cartuja, conquistó su primer título con la Real al vencer en la final de la Copa del Rey pendiente del año anterior debido a la pandemia de COVID-19, por 1-0 al eterno rival, el Athletic Club. No pudo disputar dicha final debido a una nueva lesión muscular producida en el entrenamiento previo a la final. No obstante, y al ser el capitán, fue el encargado de recoger y levantar al cielo sevillano la Copa, aunque con una ostensible cojera e incluso en momentos viéndosele con muletas.

### Estados Unidos
Tras haber puesto fin a su segunda etapa en la Real Sociedad tras la temporada 2022-23, en agosto de 2023 se marchó a los Estados Unidos para jugar en el F. C. Dallas lo que quedaba de año con opción a extender su contrato hasta 2024.

## Selección nacional

### Selección sub-17
Illarramendi fue parte del plantel que logró el subcampeonato en la Copa Mundial de Fútbol Sub-17 de 2007, con reconocimiento destacado sobre su labor como centrocampista tras caer en los lanzamientos de penaltis en la final contra Nigeria por 0-3, el primer lanzamiento lo erró Illarra.

### Selección sub-21
El 16 de marzo de 2011 fue convocado por primera vez por la selección de fútbol sub-21 de España para el partido internacional amistoso Francia - España. En verano de 2012, fue el sustituto de Thiago Alcántara en la sub-21 tras su lesión, aunque fue el jugador descartado por Luis Milla para la convocatoria final de los Juegos Olímpicos de Londres 2012, en la que sí estuvo su compañero Íñigo Martínez. En junio de 2013 fue de nuevo convocado por la sub-21 para el Europeo sub-21 que tendría lugar ese mismo mes en tierras israelitas y donde revalidaron el título de campeones de Europa sub-21.

### Selección absoluta
El 17 de marzo de 2017 fue convocado por primera vez por Julen Lopetegui para la absoluta, pero no llegó a debutar debido a una lesión muscular. Debutó el 7 de junio de ese año en un partido amistoso contra Colombia celebrado en la Nueva Condomina.
El 9 de octubre de 2017 debutó en partido oficial marcando el 0-1 para imponerse ante Israel en un partido clasificatorio para el Mundial de Rusia 2018.

#### Goles internacionales
| N.º | Fecha                | Estadio                                 | Rival  | Gol | Resultado | Competición                |
| --- | -------------------- | --------------------------------------- | ------ | --- | --------- | -------------------------- |
| 1   | 9 de octubre de 2017 | Estadio Teddy Kollek, Jerusalén, Israel | Israel | 0-1 | 0-1       | Clasificación Mundial 2018 |

## Estadísticas

### Clubes
Actualizado al último partido jugado en la temporada 2024.
| Club | Div.          | Temporada     | Liga  | Liga  | Liga   | Copas nacionales(1) | Copas nacionales(1) | Copas nacionales(1) | Copas internacionales(2) | Copas internacionales(2) | Copas internacionales(2) | Total | Total | Total  | Media goleadora(3) |
| Club | Div.          | Temporada     | Part. | Goles | Asist. | Part.               | Goles               | Asist.              | Part.                    | Goles                    | Asist.                   | Part. | Goles | Asist. | Media goleadora(3) |
| --- | ------------- | ------------- | ----- | ----- | ------ | ------------------- | ------------------- | ------------------- | ------------------------ | ------------------------ | ------------------------ | ----- | ----- | ------ | ------------------ |
| Real Sociedad "B" · España | 2.ª B         | 2007-08       | 7     | 0     | ?      | —                   | —                   | —                   | —                        | —                        | —                        | 7     | 0     | ?      | 0.00               |
| Real Sociedad "B" · España | 2.ª B         | 2008-09       | 31    | 2     | ?      | —                   | —                   | —                   | —                        | —                        | —                        | 31    | 2     | ?      | 0.06               |
| Real Sociedad "B" · España | 3.ª           | 2009-10       | 27    | 2     | ?      | —                   | —                   | —                   | —                        | —                        | —                        | 27    | 2     | ?      | 0.07               |
| Real Sociedad "B" · España | 2.ª B         | 2010-11       | 28    | 3     | ?      | —                   | —                   | —                   | —                        | —                        | —                        | 28    | 3     | ?      | 0.11               |
| Real Sociedad "B" · España | Total club    | Total club    | 93    | 7     | ?      | 0                   | 0                   | 0                   | 0                        | 0                        | 0                        | 93    | 7     | ?      | 0.08               |
| Real Sociedad · España | 2.ª           | 2009-10       | 1     | 0     | 0      | 0                   | 0                   | 0                   | —                        | —                        | —                        | 1     | 0     | 0      | 0.00               |
| Real Sociedad · España | 1.ª           | 2010-11       | 3     | 0     | 0      | 0                   | 0                   | 0                   | —                        | —                        | —                        | 3     | 0     | 0      | 0.00               |
| Real Sociedad · España | 1.ª           | 2011-12       | 18    | 0     | 1      | 0                   | 0                   | 0                   | —                        | —                        | —                        | 18    | 0     | 1      | 0.00               |
| Real Sociedad · España | 1.ª           | 2012-13       | 32    | 0     | 2      | 2                   | 0                   | 0                   | —                        | —                        | —                        | 34    | 0     | 2      | 0.00               |
| Real Sociedad · España | Total club    | Total club    | 54    | 0     | 3      | 2                   | 0                   | 0                   | 0                        | 0                        | 0                        | 56    | 0     | 3      | 0.00               |
| Real Madrid C. F. · España | 1.ª           | 2013-14       | 29    | 2     | 1      | 9                   | 1                   | 0                   | 11                       | 0                        | 0                        | 49    | 3     | 1      | 0.06               |
| Real Madrid C. F. · España | 1.ª           | 2014-15       | 30    | 0     | 0      | 2                   | 0                   | 0                   | 7                        | 0                        | 0                        | 39    | 0     | 0      | 0.00               |
| Real Madrid C. F. · España | Total club    | Total club    | 59    | 2     | 1      | 11                  | 1                   | 0                   | 18                       | 0                        | 0                        | 88    | 3     | 1      | 0.03               |
| Real Sociedad · España | 1.ª           | 2015-16       | 33    | 1     | 2      | 2                   | 0                   | 0                   | —                        | —                        | —                        | 35    | 1     | 2      | 0.03               |
| Real Sociedad · España | 1.ª           | 2016-17       | 34    | 1     | 2      | 5                   | 0                   | 1                   | —                        | —                        | —                        | 39    | 1     | 3      | 0.03               |
| Real Sociedad · España | 1.ª           | 2017-18       | 36    | 7     | 4      | 0                   | 0                   | 0                   | 8                        | 0                        | 0                        | 44    | 7     | 4      | 0.16               |
| Real Sociedad · España | 1.ª           | 2018-19       | 23    | 1     | 1      | 3                   | 0                   | 0                   | —                        | —                        | —                        | 26    | 1     | 1      | 0.04               |
| Real Sociedad · España | 1.ª           | 2019-20       | 3     | 0     | 0      | 0                   | 0                   | 0                   | —                        | —                        | —                        | 3     | 0     | 0      | 0.00               |
| Real Sociedad · España | 1.ª           | 2020-21       | 6     | 0     | 0      | 2                   | 0                   | 0                   | 1                        | 0                        | 0                        | 9     | 0     | 0      | 0.00               |
| Real Sociedad · España | 1.ª           | 2021-22       | 8     | 0     | 0      | 1                   | 0                   | 0                   | 1                        | 0                        | 0                        | 10    | 0     | 0      | 0.00               |
| Real Sociedad · España | 1.ª           | 2022-23       | 24    | 1     | 0      | 3                   | 0                   | 1                   | 4                        | 0                        | 1                        | 31    | 1     | 2      | 0.03               |
| Real Sociedad · España | Total club    | Total club    | 167   | 11    | 9      | 16                  | 0                   | 2                   | 14                       | 0                        | 1                        | 197   | 11    | 12     | 0.06               |
| F. C. Dallas Estados Unidos | 1.ª           | 2023          | 14    | 0     | 1      | ―                   | ―                   | ―                   | ―                        | ―                        | ―                        | 14    | 0     | 1      | 0                  |
| F. C. Dallas Estados Unidos | 1.ª           | 2024          | 25    | 2     | 6      | 3                   | 0                   | 1                   | 0                        | 0                        | 0                        | 28    | 2     | 7      | 0.07               |
| F. C. Dallas Estados Unidos | Total club    | Total club    | 39    | 2     | 7      | 3                   | 0                   | 1                   | 0                        | 0                        | 0                        | 42    | 2     | 8      | 0.05               |
| Total carrera | Total carrera | Total carrera | 412   | 22    | 20     | 32                  | 1                   | 3                   | 32                       | 0                        | 1                        | 476   | 23    | 23     | 0.05               |
| (1) Incluye datos de la Copa del Rey / Supercopa de España (2009-act.). En caso de equipo filial se refiere a partidos de play-off. (2) Incluye datos de la Liga de Campeones de la UEFA (2013-act.). (3) No incluye goles en partidos amistosos. |               |               |       |       |        |                     |                     |                     |                          |                          |                          |       |       |        |                    |

## Palmarés

### Campeonatos nacionales
| Título           | Club              | País   | Año  |
| ---------------- | ----------------- | ------ | ---- |
| Tercera División | Real Sociedad "B" | España | 2010 |
| Segunda División | Real Sociedad     | España | 2010 |
| Copa del Rey     | Real Madrid C. F. | España | 2014 |
| Copa del Rey     | Real Sociedad     | España | 2020 |

### Campeonatos internacionales
| Título              | Equipo (*)        | País      | Año  |
| ------------------- | ----------------- | --------- | ---- |
| Eurocopa Sub-21     | España            | Israel    | 2013 |
| Liga de Campeones   | Real Madrid C. F. | Portugal  | 2014 |
| Supercopa de Europa | Real Madrid C. F. | Gales     | 2014 |
| Mundial de Clubes   | Real Madrid C. F. | Marruecos | 2014 |

### Distinciones individuales
| Distinción                                                             | Año  |
| ---------------------------------------------------------------------- | ---- |
| Seleccionado por la UEFA en el equipo revelación de la Liga BBVA       | 2013 |
| Equipo ideal de la Eurocopa Sub-21                                     | 2013 |
| Jugador revelación de la Liga BBVA                                     | 2013 |
| Mejor mediocentro de la Liga BBVA                                      | 2013 |
| Deportista del año por la Asociación de Prensa Deportiva de Guipúzcoa. | 2013 |